# Asbestopluma belgicae
Asbestopluma belgicae är en svampdjursart som först beskrevs av Topsent 1901.  Asbestopluma belgicae ingår i släktet Asbestopluma och familjen Cladorhizidae. Inga underarter finns listade i Catalogue of Life.